# Black Screams
Black Screams è un EP dei Sadist, pubblicato nel 1991. Nel 1992, la Wild Rag Records, un'etichetta indie statunitense, lo pubblica in una nuova versione contenente una bonus track, e le 2500 copie vengono vendute in tutto il mondo. Viene realizzata in contemporanea anche una versione demo di durata leggermente inferiore.

## Tracce
1. "Black Screams" − 6:09
2. "Dreaming Deformities" − 4:43

## Formazione
- Tommy − chitarra, tastiera
- Peso − batteria
- Andy − basso
- Fabio − voce